# Mistrzostwa Francji w Skokach Narciarskich 2019
Mistrzostwa Francji w Skokach Narciarskich 2019 – zawody mające na celu wyłonić mistrza Francji, które rozegrane zostały w dniach 30–31 marca w Chaux-Neuve na skoczni dużej La Côté Feuillée.
Konkurs indywidualny mężczyzn zwyciężył Jonathan Learoyd wyprzedzając o ponad dwadzieścia punktów uplasowanego na drugim miejscu Mathisa Contamine. Trzecie miejsce w zawodach zajął Jack White tracąc do miejsca wyżej cztery punkty. W zawodach wystartowało czterdziestu dwóch skoczków. Dwójka ze zgłoszonych zawodników nie pojawiła się na starcie.
W kategorii kobiet tytuł zdobyła Joséphine Pagnier pokonując o nieco ponad piętnaście punktów drugą Lucile Morat. Skład podium uzupełniła sklasyfikowana na trzeciej lokacie Océane Avocat Gros. W zawodach wystartowały także Léna Brocard oraz Marine Bressand zajmując kolejno czwarte i piąte miejsce.
Konkurs drużynowy wygrała ekipa reprezentująca Sabaudię w składzie Jonathan Learoyd, Alessandro Batby, Mathis Contamine i Jack White. Drugie oraz trzecie miejsce w zawodach zajęły drużyny z Wogezy i Jury. Na starcie zawodów pojawiło się dziesięć drużyn. Na liście startowej zawodów znalazły się także cztery zawodniczki: Joséphine Pagnier, Marine Bressand, Océane Avocat Gros oraz Léna Brocard.
Jednym z oficjeli podczas konkursów był były francuski skoczek Jérôme Gay.

## Wyniki
| Msc. | Zawodnik            | Klub                | I seria | II seria | Punkty |
| ---- | ------------------- | ------------------- | ------- | -------- | ------ |
| 1.   | Jonathan Learoyd    | SC Courchevel       | 111,0 m | 118,0 m  | 271,9  |
| –    | Gabriel Karlen      | Szwajcaria          | 112,0 m | 113,0 m  | 263,2  |
| 2.   | Mathis Contamine    | SC Courchevel       | 105,0 m | 115,5 m  | 247,7  |
| 3.   | Jack White          | SC Courchevel       | 105,5 m | 115,0 m  | 243,7  |
| 4.   | Paul Brasme         | US Ventron          | 103,5 m | 112,0 m  | 238,7  |
| 5.   | Alessandro Batby    | SC Courchevel       | 100,0 m | 108,5 m  | 224,6  |
| 6.   | Brice Ottonello     | CS Chamonix         | 101,5 m | 99,5 m   | 209,6  |
| 7.   | Maxime Laheurte     | Douanes / Gerardmer | 94,5 m  | 108,0 m  | 208,8  |
| 8.   | Laurent Muhlethaler | Prémanon SC         | 96,5 m  | 104,5 m  | 207,1  |
| 9.   | Lilian Vaxelaire    | SC Xonrupt          | 98,0 m  | 96,5 m   | 199,9  |
| 10.  | Yoann Morel         | US Autrannai        | 101,0 m | 93,5 m   | 187,0  |
| ...  |                     |                     |         |          |        |

| Msc. | Zawodnicy                                                      | Region/Departament |
| ---- | -------------------------------------------------------------- | ------------------ |
| 1.   | Jonathan Learoyd Alessandro Batby Mathis Contamine Jack White  | Sabaudia           |
| 2.   | Antoine Gérard Paul Brasme Nicolas Didier Lilian Vaxelaire     | Wogezy             |
| 3.   | Edgar Vallet Marco Heinis Laurent Muhlethaler Mattéo Baud      | Jura               |
| 4.   | François Braud Thomas Roch Dupland Enzo Milesi Brice Ottonello | Górna Sabaudia     |
| 5.   | Gaël Blondeau Mael Tyrode Joséphine Pagnier Clovis Pagnier     | Doubs              |
| ...  |                                                                |                    |

### Kobiety

#### Konkurs indywidualny – 30 marca 2019 – HS118
| Msc. | Zawodniczka        | Klub           | I seria | II seria | Punkty |
| ---- | ------------------ | -------------- | ------- | -------- | ------ |
| 1.   | Joséphine Pagnier  | CS Chaux-Neuve | 111,5 m | 112,0 m  | 244,7  |
| 2.   | Lucile Morat       | SC Courchevel  | 106,0 m | 109,5 m  | 229,3  |
| 3.   | Océane Avocat Gros | Aspit Annema   | 94,5 m  | 104,0 m  | 196,7  |
| 4.   | Léna Brocard       | US Autrannai   | 77,0 m  | 90,0 m   | 136,0  |
| 5.   | Marine Bressand    | CS Chamonix    | 80,0 m  | 82,5 m   | 126,9  |